# ناصر لارکیط
ناصر لارکیط (انگلیسی: Nasser Larguet؛ زادهٔ ۶ نوامبر ۱۹۵۸) بازیکن فوتبال اهل مراکش است.
وی سابقه مربیگری باشگاه فوتبال المپیک مارسی را به صورت موقت داشته‌است.
لارکیط در سیدی سلیمان به دنیا آمده‌است.